# Haga Yaichi

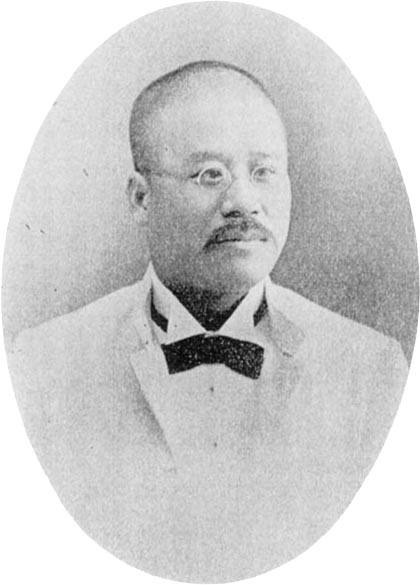
Haga Yaichi

Haga Yaichi (japanisch 芳賀 矢一; geboren 16. Juni 1867 in Fukui (Provinz Echizen); gestorben 6. Februar 1927) war ein japanischer Literaturwissenschaftler und Universitätsprofessor.

## Leben und Wirken
Haga Yaichi war Sohn von Haga Masaki (芳賀 真咲; 1841–1906), einem Gelehrten. 1892 machte er seinen Studienabschluss im Fach Japanische Literatur an der Fakultät Literaturwissenschaften der Kaiserlichen Universität Tokio. Nachdem er als Professor an der „1. Höhere Schule alter Art Tokio“ und der „Höheren Schule für Lehrerausbildung“ (高等師範学校) – heute Universität Tsukuba – gearbeitet hatte, wurde er 1898 Assistenzprofessor an der Fakultät für Literaturwissenschaft der Universität Tokio.
Ab 1900 studierte Haga zwei Jahre lang in Deutschland und bildete sich an der Friedrich-Wilhelms-Universität zu Berlin in Philologie weiter. Nach seiner Rückkehr nach Japan wurde er Professor an seiner Alma Mater. Im Jahr 1918 war er auch Präsident der Universität Kokugakuin, 1922 verließ er die Universität Tokio, die ihn als Meiyo Kyōju verabschiedete.
Haga bemühte sich um die Etablierung des Faches „Nationalliteratur“ (国文学, Kokubungaku) und publizierte während seiner Zeit als Professor 1899 das „Lesebuch zur Nationalliteratur“ (国文学読本, Kokubungaku Yomihon). Die historische Entwicklung erläuterte er 1899 in der Publikation „Zehn Vorlesungen zur Geschichte der Nationalliteratur“ (国文学史十講, Kokubungaku-shi Jūkō), wobei er die Methoden der Germanistik und der Japanologie verglich.
Neben der Förderung vieler jüngerer Generationen erstreckte sich Hagas Liebe für das Land auch auf die japanische Sprachfrage, den japanischen Sprachunterricht und die nationale Bildung. Er publizierte 1907 „Zehn Essays über den Nationalcharakter“ (国民性十論, Kokuminsei Jūron) und 1909 „Mond, Schnee und Blumen“ (月雪花, Geksekka), eine Schrift, die die Merkmale des Nationalcharakters beschreibt. Außerdem gab er Lexika und Lehrbücher heraus.
Haga war Mitglied der „Kaiserlichen Akademie“ (帝国学士院., Teikoku Gakushi-in), der Vorläufereinrichtung der Akademie der Wissenschaften.